# 球磨村立神瀬小学校川島分校
球磨村立神瀬小学校川島分校（くまそんりつ こうのせしょうがっこう かわしまぶんこう）は、かつて熊本県球磨郡球磨村神瀬丙にあった公立小学校の分校。
2004年（平成16年）3月末をもって閉校し、本校である「球磨村立神瀬小学校」に統合された。

## 概要
歴史
1904年（明治37年）に「高音尋常高等小学校 川島分教場」として創立。2004年（平成16年）に閉校し、100年の歴史に幕を下ろした。
校章・校歌
球磨村立神瀬小学校#概要を参照。

## 沿革
- 1904年（明治37年）6月 - 「高音尋常高等小学校 川島分教場」として創立。
- 1926年（大正15年）-「神瀬尋常高等小学校 川島分教場」に改称。
- 1930年（昭和5年）4月 - 「神瀬高音尋常高等小学校 川島分教場」に改称。
- 1941年（昭和16年）4月1日 - 国民学校令施行により、「神瀬村神瀬国民学校 川島分校」に改称。
- 1947年（昭和22年）4月1日 - 新制小学校「神瀬村立神瀬小学校 川島分校」に改組・改称。
- 1954年（昭和29年）4月1日 -「球磨村立神瀬小学校 川島分校」（最終名）に改称。
- 2004年（平成16年）3月31日 - 球磨村立神瀬小学校への統合により閉校。

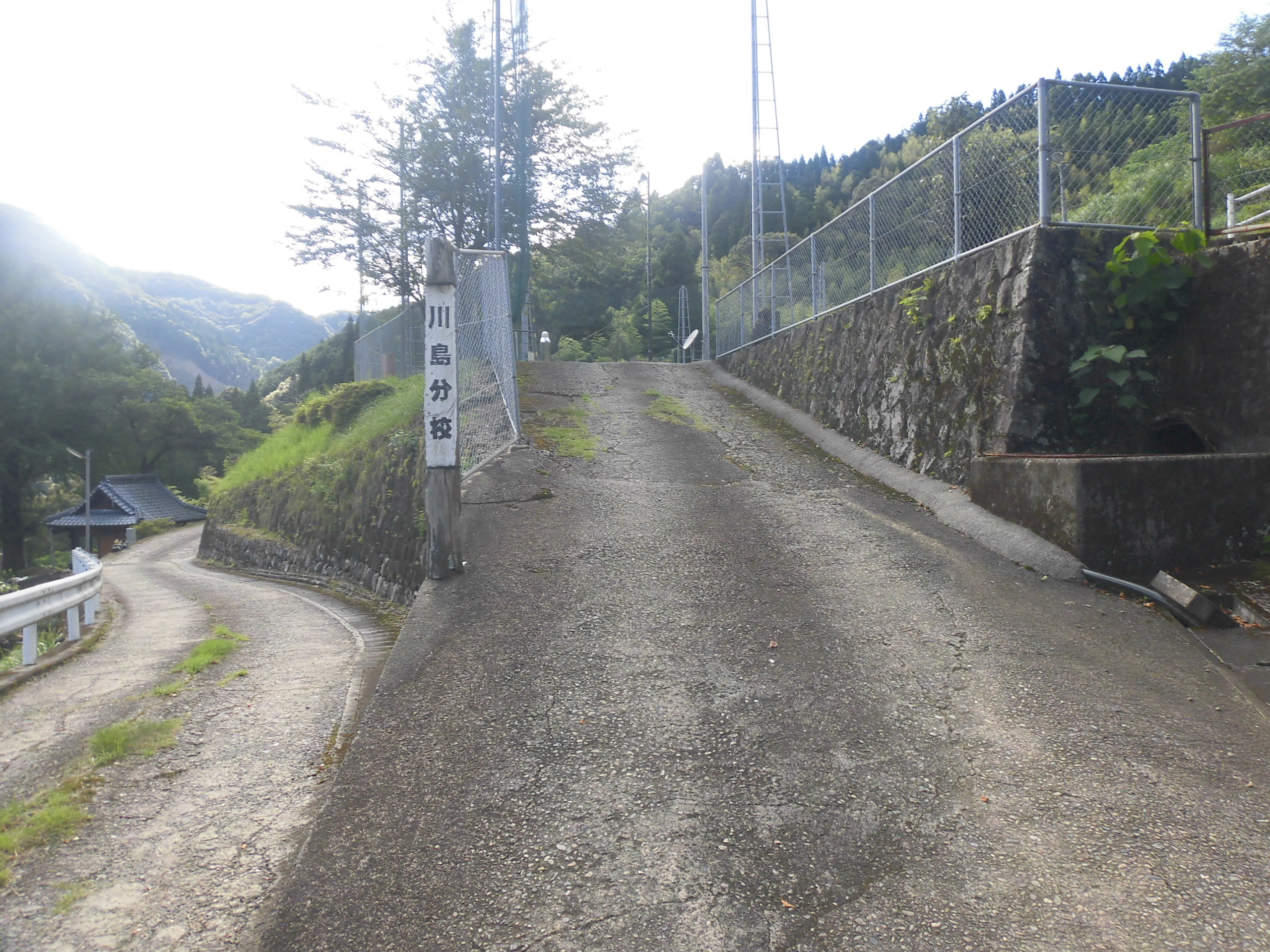
入口
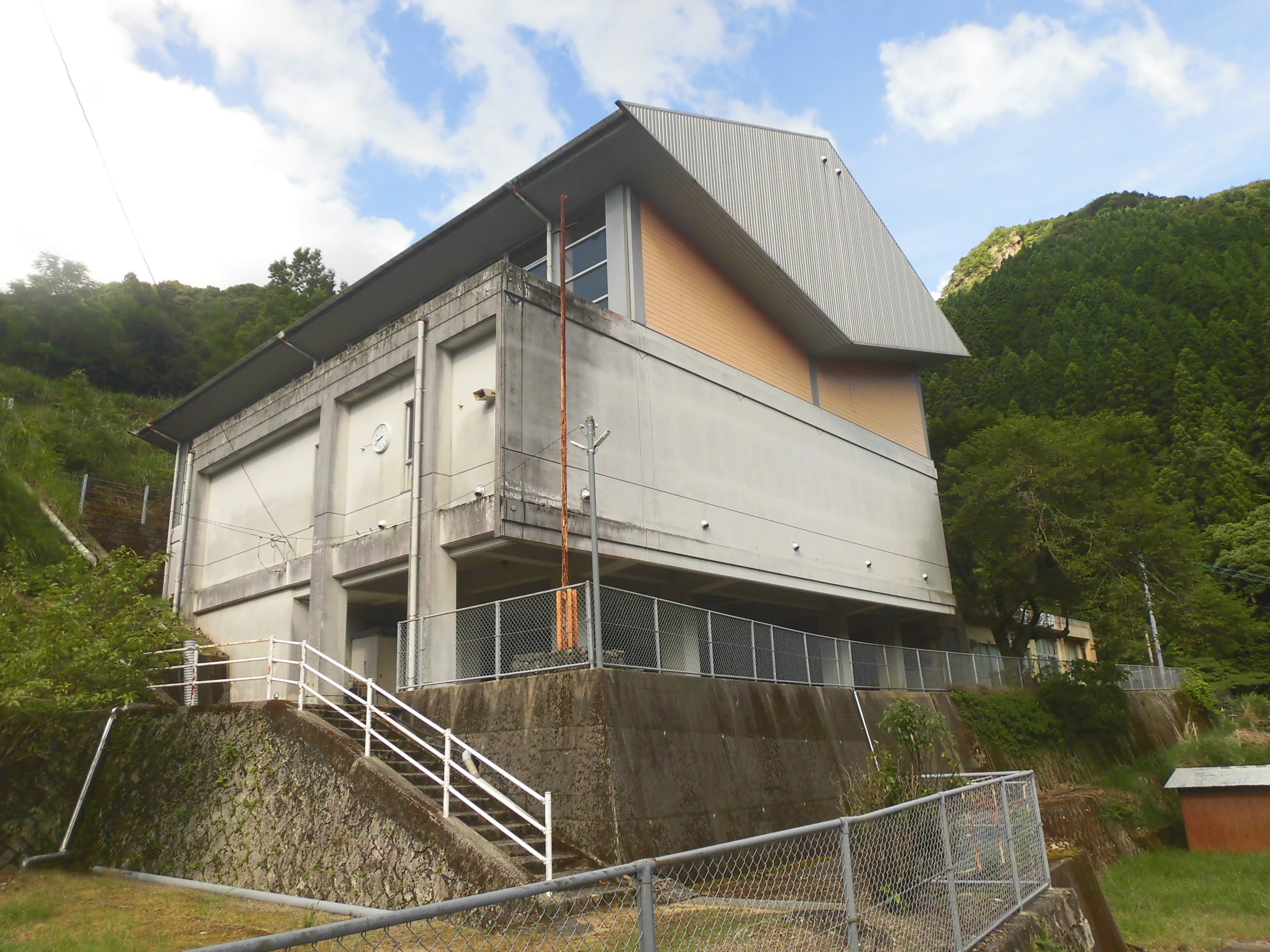
校舎・体育館
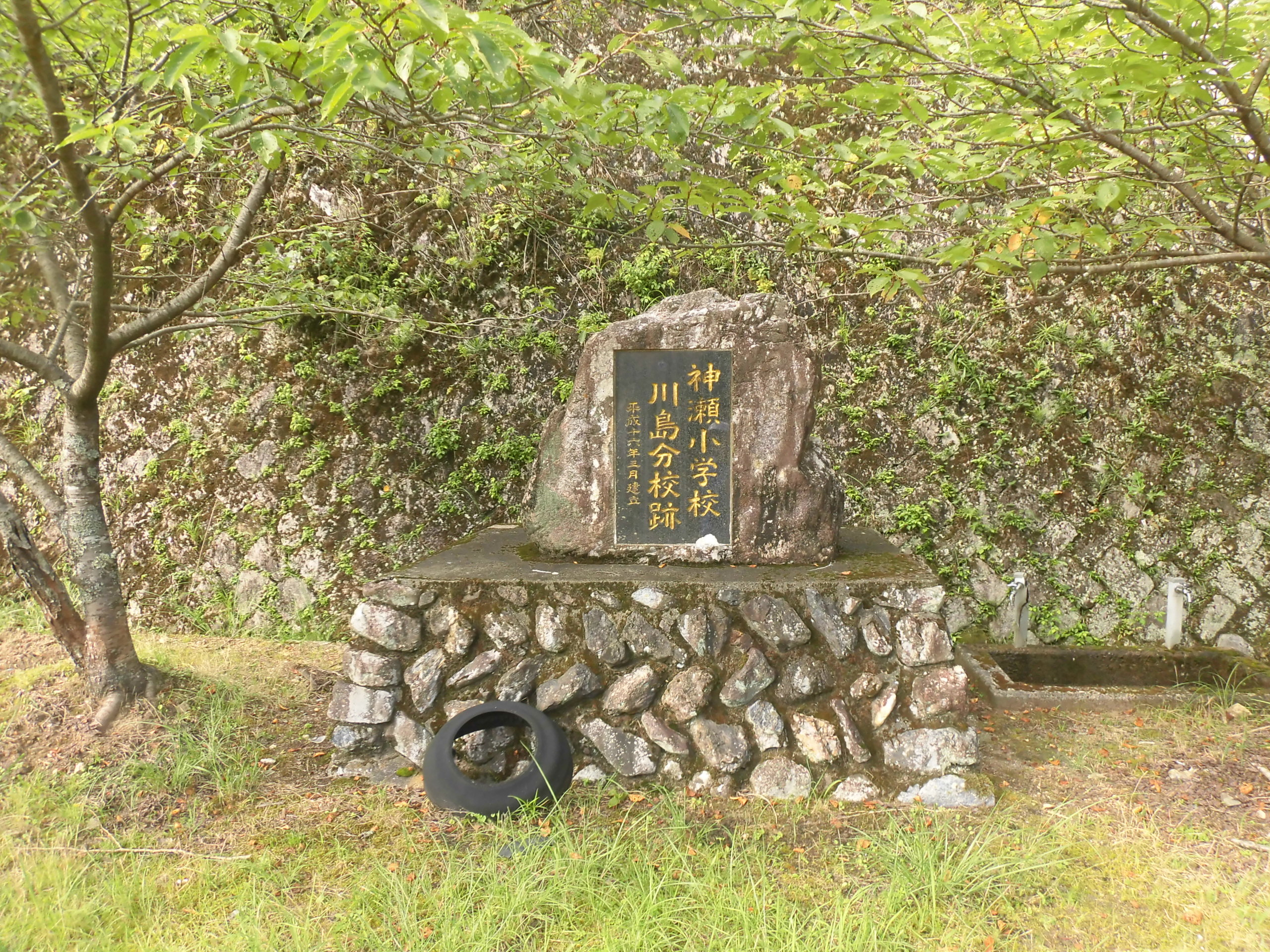
閉校記念碑
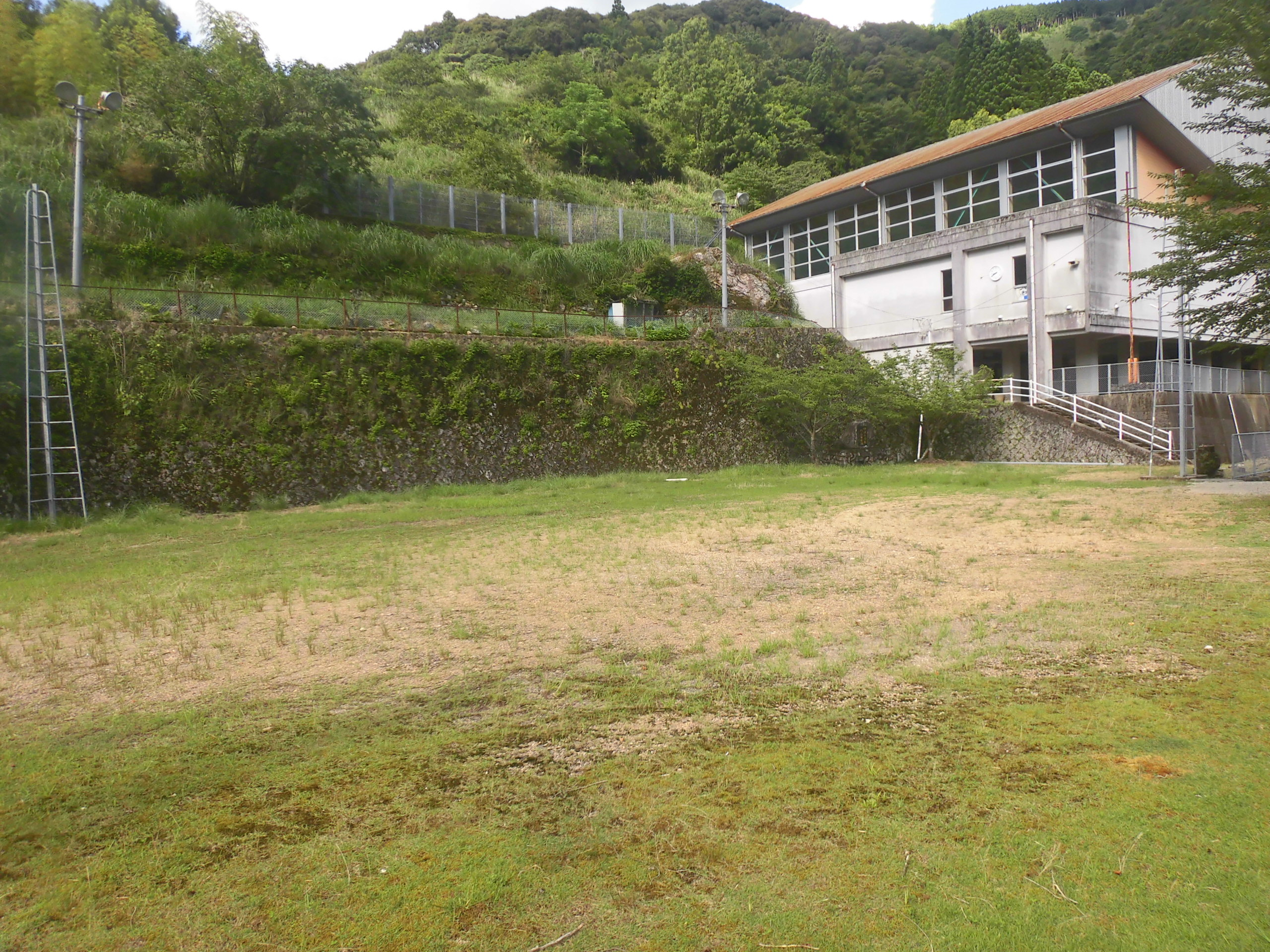
運動場

## 交通アクセス
最寄りの道路
- 林道川島大岩線

## 周辺
- 楮木川（かじきがわ）